# バイエルンの高地から
『バイエルンの高地から』（From the Bavarian Highlands） 作品27は、エドワード・エルガーが作曲した合唱と管弦楽のための楽曲。『バイエルンの風景』とも呼ばれる。

## 概要
1894年の秋、エルガーは一家でオーバーバイエルン、中でも特にガルミッシュで過ごしており、その休暇の想い出に6曲からなり『バイエルンの高地からの情景』（Scenes from the Bavarian Highlands）と名付けられた合唱曲集を書き上げた。エルガーの作曲した音楽に対して妻のキャロライン・アリス・エルガーが歌詞を付けた。詩の題材には「VolksliederとSchnadahüpflerから採った」言葉が用いられており、舞踊の精神を手本として書かれている。アリスは休暇の間に訪れたお気に入りの場所の回想として、各曲に副題をあつらえた。この曲集は元来ピアノ伴奏用に編曲されたが（1895年）、後に管弦楽伴奏編曲が生まれた（1896年）。曲集は、エルガー一家が滞在したガルミッシュの宿を切り盛りしていたSlingsby Bethell夫妻に献呈されている。
楽譜はノヴェロ社（Novello & Co）が出版を断ったため、ジョゼフ・ウィリアムズ社（Joseph Williams & Co.）から1895年12月に出版された。
曲集の初演は1896年4月21日、作曲者自身が指揮するウスター音楽祭合唱協会の歌唱で行われた。

## 楽曲構成
6曲は以下の通りである。

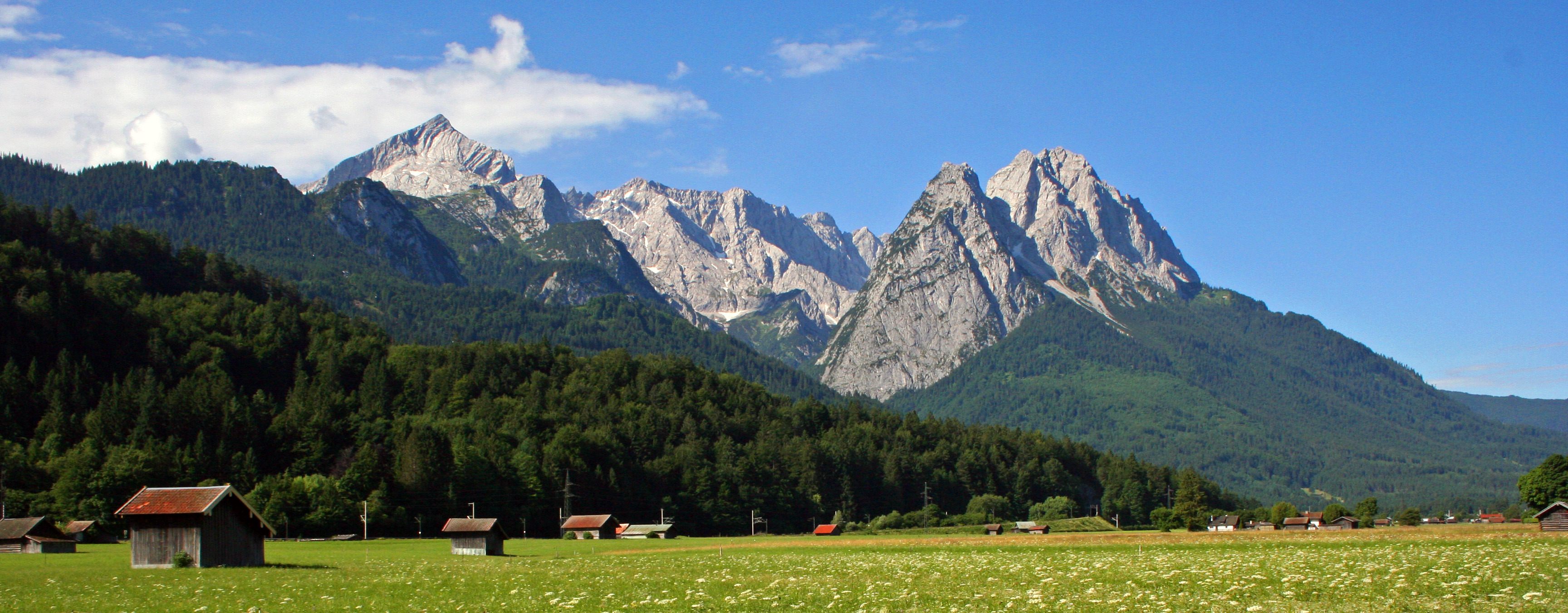
ガルミッシュから聳える山々を臨む。

1. The Dance (Sonnenbichl)[注 3] - アレグレット・ジョコーソ
2. False Love (Wamberg) - アレグレット・マ・モデラート
3. Lullaby (In Hammersbach) - モデラート
4. Aspiration (Bei Sankt Anton) - アダージョ
5. On the Alm[注 4] (True Love, Hoch Alp) - アレグロ・ピアチェーヴォレ
6. The Marksmen (Bei Murnau) - アレグロ・ヴィヴァーチェ

後年、第1曲、第3曲及び第6曲は管弦楽用組曲『3つのバイエルン舞曲』としても出版されている。
演奏や録音は原典版のピアノ伴奏版、改訂版の管弦楽伴奏版のいずれによっても行われている。